# Франсоа Грас
Франсоа Грас (фр. François Joseph Paul de Grasse; 13. септембар 1722 – 11. јануар 1788) је био француски адмирал.

## Биографија
Франсоа је учествовао у Рату за аустријско наслеђе борећи се у бици код Тулона. У Америчком рату за независност и колонијалном рату Британије, Холандије, Француске и Шпаније, Франсоа је командовао дивизијом бродова, а 1781. године флотом у Западној Индији и Северној Америци. Успешно је обезбедио долазак великог конвоја на Мартиник (29. април 1781), а потом је заузео острво Тобаго. У заливу Чесапик, Франсоа је одбио британску флоту. Заједно са генералом Лафајетом, Франсоа Грас је значајно допринео Американцима у рату за независност. У Западној Индији водио је две неодлучне битке: код Сејнт Китса и Доминике. У бици код Ле Сента (12. април 1782) поражен је и заробљен. Његово одбацивање кривице наишло је на општу осуду. Умро је 1788. године у Тилу у Француској.